# Glengarriff
Glengarriff (irl. Gleann Garbh) – miejscowość w Irlandii w hrabstwie Cork, nad zatoką Bantry, ok. 600 mieszkańców. Ośrodek turystyczny o międzynarodowym znaczeniu, położony w okolicach irlandzkich wybrzeży riasowych o dużych walorach przyrodnicznych. W miejscowości działa schronisko młodzieżowe.